# Marmorkirken station
Marmorkirken station är en järnvägsstation i stadsdelen Frederiksstaden i Köpenhamn som betjänar Cityringen (M3) och linje M4  på Köpenhamns metro. Den ligger vid Frederiks kirke, som också kallas Marmorkirken, och är den djupast liggande stationen på metron.
Stationen invigdes 29 september 2019 tillsammans med resten av Cityringen och har som enda  metrostation två tunnlar över varandra där den lägsta ligger 30 meter under marken. Dess innerväggar är klädda med ljusbruna kalkstenplattor med små fossil av bläckfiskar och sjöborrar. Färgen är inspirerad av de omgivande byggnaderna och fossilen är en påminnelse om att marmor är en metamorf bergart.